# Wolfgang Luppe

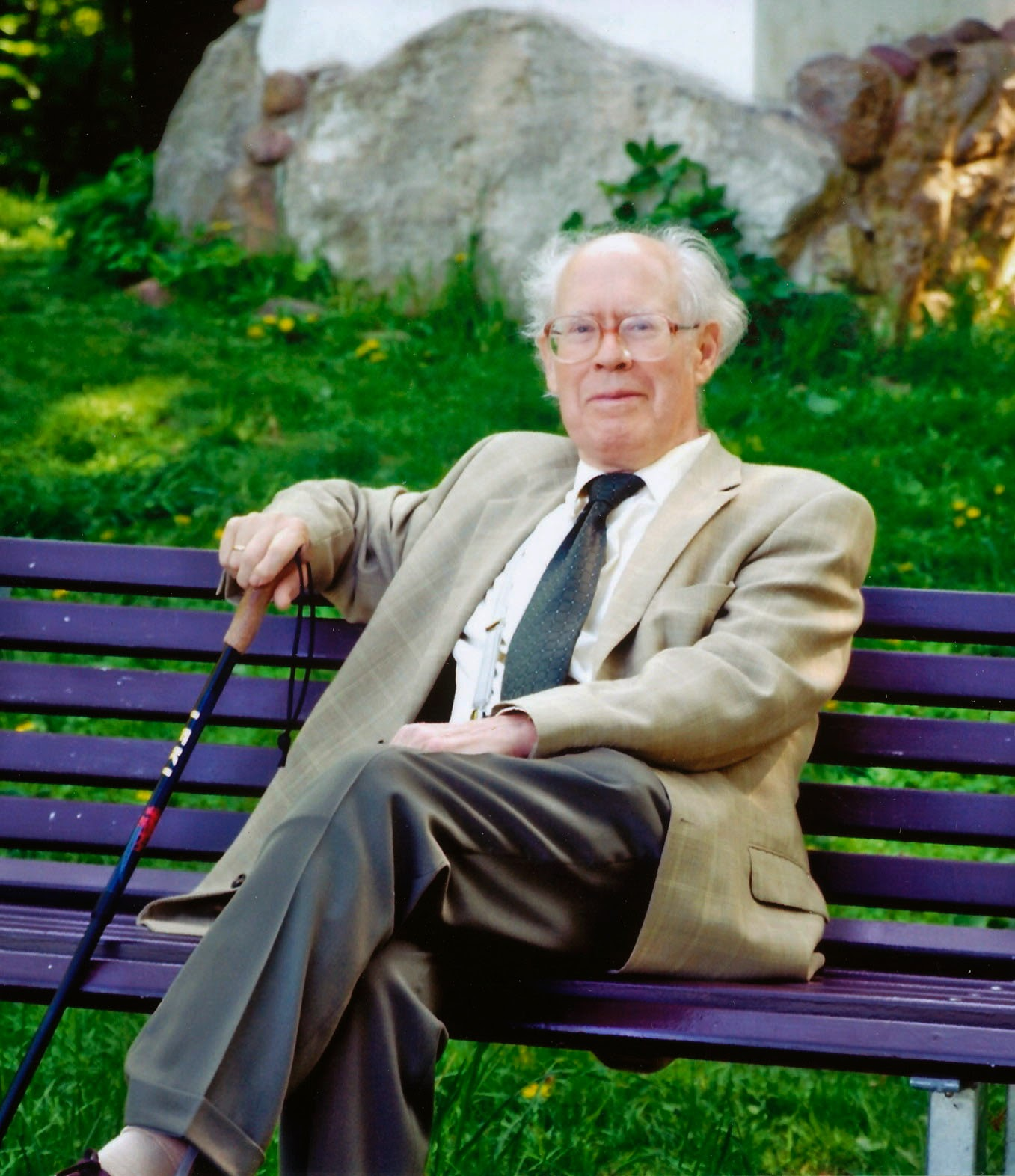
Wolfgang Luppe (1931–2014)

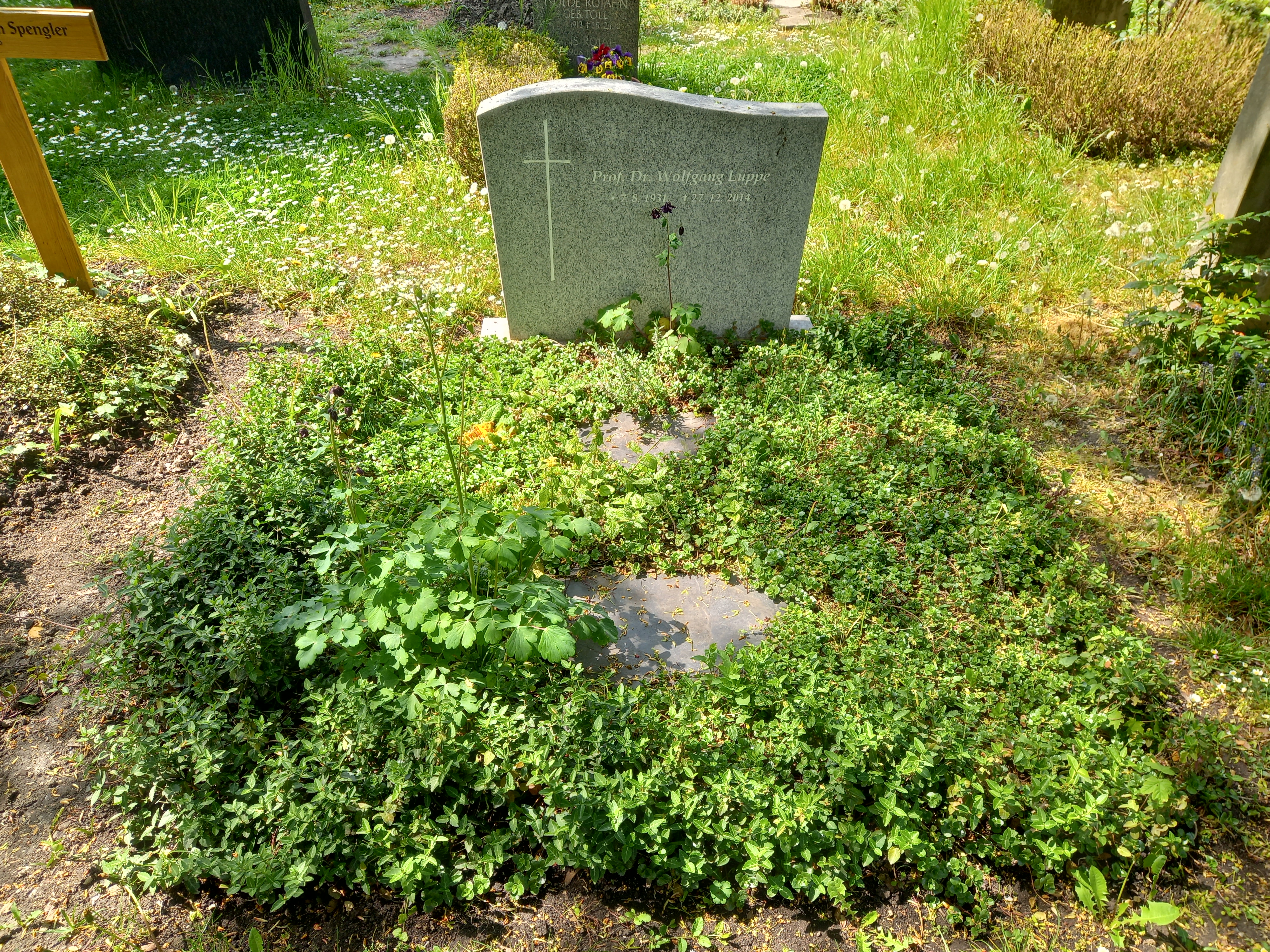
Das Grab von Wolfgang Luppe auf dem evangelischen Laurentiusfriedhof in Halle

Heinrich Karl Wolfgang Luppe (* 7. August 1931 in Dessau; † 27. Dezember 2014 in Halle (Saale)) war ein deutscher Papyrologe und Altphilologe, welcher insbesondere für seine Forschungen zu griechischen literarischen Papyri und seine erschwerte Tätigkeit als Wissenschaftler in der DDR internationale Bekanntheit erlangte. Er wirkte als Wissenschaftler und Professor an der Martin-Luther-Universität Halle-Wittenberg sowie als Teil des Herausgebergremiums des Archivs für Papyrusforschung.

## Leben

### Jugendzeit und Familie
Wolfgang Luppe wurde 1931 als jüngerer der beiden Söhne des Oberstudienrates Gerhard Luppe und seiner Ehefrau Irmgard in Dessau geboren. Die Familie entstammte verschiedenen alten mitteldeutschen Gelehrten- und Geistlichendynastien. So war Luppe Urenkel des Prinzenerziehers Karl Luppe sowie über seine Großmutter Gertrud Luppe (geb. Kunze) Nachkomme der Dichter Stephan Kunze, Christian Ransleben und Sebastian Brant sowie der Historiker Joachim Gottwalt und Caspar Abel. Auch der Leipziger Stadtsyndicus Gregorius Luppe und der anhaltische Kanzler Johannes Stallmann zählten zu seinen Vorfahren. Wolfgang Luppes einziger Bruder war der spätere Architekt und Vorsitzender der Freiburger Friedenswoche e. V. Horst Luppe (1928–2015). Dieser floh 1944, kurz nach seinem 16. Geburtstag, um der Einberufung durch die Nazis im Volkssturm zu entgehen.
In der Bombardierung Dessaus am 7. März 1945 wurde das alte, von Luppes Ururgroßvater erbaute Familienhaus in der Amalienstraße 13 vollkommen zerstört. Die Familie konnte sich jedoch mit nassen Decken durch die brennenden Trümmer retten. Das Gisela-Agnes-Stift in Köthen für adlige Damen sah durch die Kriegswirren über Standesschranken hinweg, sodass die väterliche Großmutter als Pastorenwitwe dort unterkommen konnte. Daraufhin siedelte auch der Rest der Familie nach Köthen in die Stiftstraße über. 1951 konnte Luppe hier sein Abitur an der Köthener Willy-Lohmann-Schule ablegen.

### Wirken in der DDR
Nach dem Abitur wurde Luppe nach kurzer Ausbildung als Fachlehrerhelfer für Russisch an einer Grundschule in Sandersleben bei Bernburg eingesetzt. Daraufhin studierte er vom Herbst 1952 an Klassische Philologie an der Martin-Luther-Universität Halle-Wittenberg, unter anderem bei Werner Peek und Erich Reitzenstein. Besonders letzterer nahm einen großen Einfluss auf die Studienzeit Luppes. So sollte es durch die Einführung des sogenannten „Einfachstudiums“ eigentlich unmöglich werden, Latein und Altgriechisch gleichzeitig zu studieren, was Reitzenstein durch den Schachzug umging, die Klassische Philologie zu einem Fach zu erklären. Außerdem unterstützte er durch persönliche Präsenz seine Studierenden bei den oft problematischen Prüfungen im Fach Marxismus-Leninismus, in welchen die politische Einstellung der Prüflinge mit beurteilt wurde und auf diese Weise ihr erfolgreiches Bestehen verhindert werden konnte. Jahrzehnte später veröffentlichte Luppe gemeinsam mit seiner Frau, die mit ihm ebenfalls Altphilologie studierte, persönliche Erinnerungen an Reitzenstein, um dessen großen Einsatz zu würdigen.
1957 schloss Luppe sein Studium mit dem Staatsexamen ab und arbeitete daran anschließend zwei Jahre lang mit einer ganzen Gruppe junger Philologen als wissenschaftlicher Mitarbeiter an Peeks Forschungsauftrag „Nonnos“ – einer Lexikalisierung der Dionysiaka- im Institut für Altertumswissenschaften der MLU. Zu seinen Mitstreitern zählten hier unter anderem Erhard Hirsch, Ulrich Richter, J. F. Schulze sowie seine spätere Ehefrau Ingeburg Lohse.  Ab 1959 war er als wissenschaftlicher Assistent im Seminar für Klassische Philologie tätig und wurde im Jahre 1964 mit einer Dissertation über Fragmente des attischen Komödiendichters Kratinos zum Dr. phil. promoviert. Eine Habilitation hingegen blieb ihm während der gesamten DDR-Zeit aus politischen Gründen verwehrt.
In der darauffolgenden Forschungstätigkeit zu verschiedenen Texten der Komödie, Tragödie, Lyrik und Mythographie erreichte Luppe beachtliche Textfortschritte, und konnte durch eine sehr kritische Prüfung der Quellen sicher geglaubtes Handbuchwissen häufig in Frage stellen. Er war Mitglied im Editorial Board der Zeitschrift Annagenesis und übernahm 1980 das Referat Griechisches Drama im Archiv für Papyrusforschung. Durch seine zahlreichen Veröffentlichungen erlangte er bald internationale Bekanntheit, doch wurde ihm der persönliche Kontakt zu Kollegen in England, Italien, der Bundesrepublik und vielen anderen Ländern zunehmend verhindert.
Mit besonderen Erschwernissen waren für Luppe Reisen zu internationalen Kongressen verbunden. Während er kurzfristig in den 1970er Jahren als parteiloser Wissenschaftler als Reisekader anerkannt wurde, verhinderte von 1977 bis 1986 die Staatssicherheit weitere Auslandsreisen. Selbst die Angebote der Einladenden, alle anfallenden Kosten vollständig zu übernehmen, konnten keine Abkehr von dieser Dogmatik erreichen. Nachdem 1983 keine Genehmigung für die Ausreise zum internationalen Papyrologenkongress in Neapel erfolgt war, wurde die DDR dort öffentlich für ihre Weigerung kritisiert. Nachdem später abermals ein Antrag für eine Reise in die Niederlande erfolglos geblieben war, wandte sich der niederländische Botschafter an den DDR-Generalsekretär Erich Honecker, und machte deutlich, dass Honeckers Versprechungen im Rahmen seines Besuches der Niederlande 1987 doch wenig glaubwürdig seien, wenn der international anerkannte Wissenschaftler Wolfgang Luppe nicht zum Kongress in Groningen ausreisen dürfe. Daraufhin wurden Luppe während der letzten Jahre der DDR verschiedene Reisen von oberster Stelle aus gewährt.

### Nachwendezeit
Erst nach der politischen Wende konnte sich Luppe im Jahre 1990 habilitieren. Luppe wurde Mitglied einer Personalkommission der MLU mit der Zielsetzung, einstige Stasi-Mitarbeiter in den Reihen der Universität ausfindig zu machen und gegebenenfalls zu entlassen. Ebenso setzte er sich öffentlich gegen eine Mitgliedschaft ehemaliger Stasi-Mitarbeiter in der Mommsen-Gesellschaft ein mit der Begründung, dass diejenigen, welche ehemals behindert worden seien, wenig Verständnis dafür hätten, ihre einstigen Behinderer neben sich zu haben.
Bereits 1990 wurde Luppe in das Herausgebergremium des Archivs für Papyrusforschung aufgenommen. 1992 dozierte er für ein Semester an der University of Michigan in Ann Arbor und wurde im selben Jahr zum Professor für Klassische Philologie unter besonderer Berücksichtigung der Papyrologie an die Martin-Luther-Universität berufen, wo er bis in seine letzten Jahre forschte und in engem Austausch mit jüngeren Kollegen und Studierenden stand.
Wolfgang Luppe verstarb am 27. Dezember 2014 und wurde auf dem Halleschen Laurentiusfriedhof beerdigt.

## Forschung und Schriften

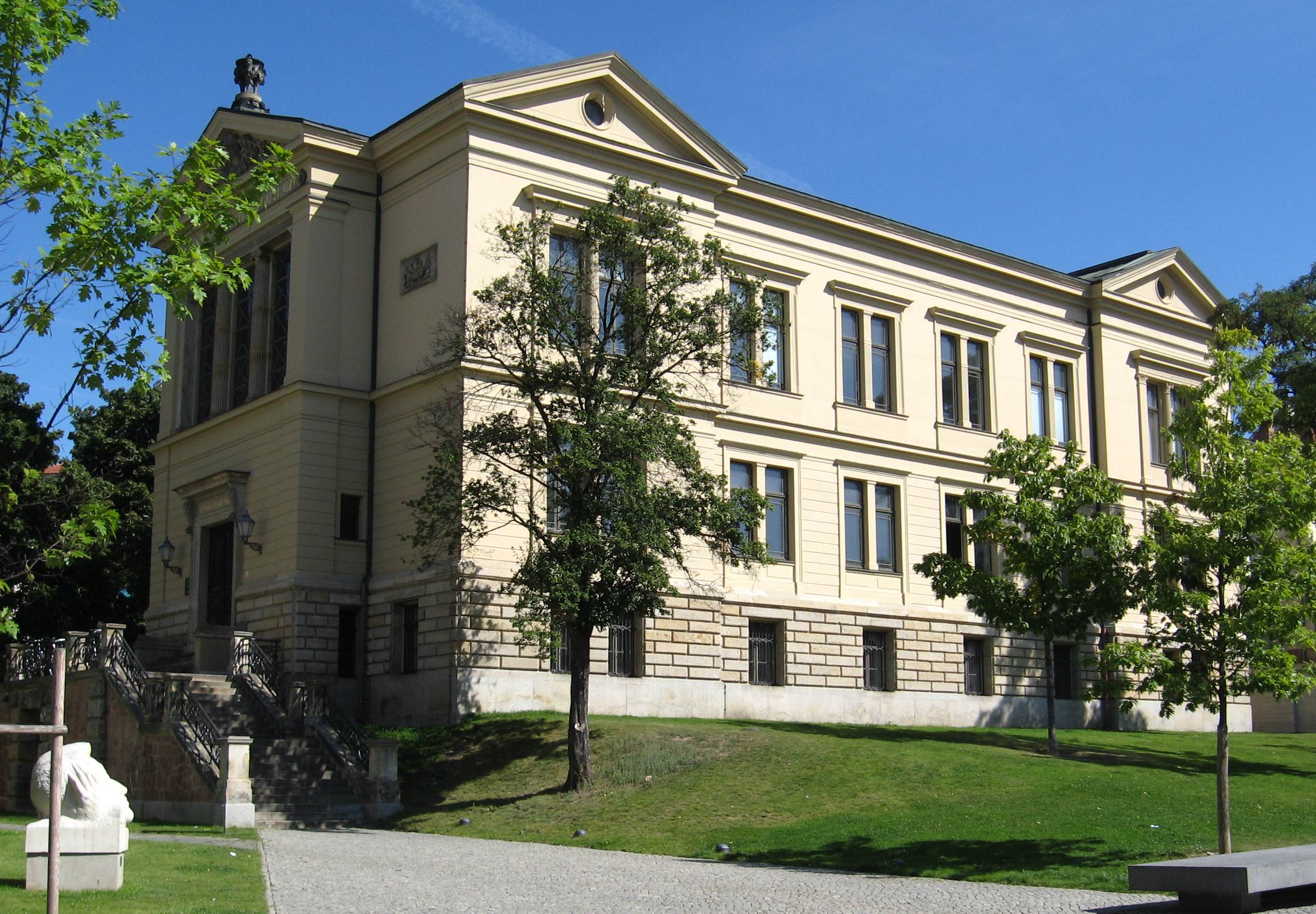
Luppes Forschungsstelle, das Robertinum am Universitätsplatz (Halle)

Luppes Forschungsschwerpunkt lag auf den griechischen literarischen Papyri. Circa 500 Aufsätze sind von ihm erschienen, u. a. über die Euripides-Hypothesis, Aufführungen von Tragödien und Komödien, den herkulanischen Philodem-Papyrus, Poseidipp-Epigramme, Diktys-Cretensis-Papyri, über die Mythologie sowie viele Rezensionen über Oxyrhynchus-Papyri-Bände.
- Ein Schriftenverzeichnis erschien in: Archiv für Papyrusforschung und verwandte Gebiete. Bd. 57, H. 2 (2011), S. 151–174.

## Sonstiges
Verheiratet war Wolfgang Luppe mit der Altphilologin Ingeburg Luppe (geb. Lohse), welche zusammen mit ihm am Forschungsauftrag Nonnos tätig gewesen war und sich nach der Wiedervereinigung für die Entideologisierung des Altgriechisch-Unterrichtes auf dem Gebiet der ehemaligen DDR einsetzte. Gemeinsam wurden sie Eltern von vier Kindern.
Professor Doktor Wolfgang Luppe in Halle ist nicht zu verwechseln mit seinem gleichnamigen, am gleichen Tage, jedoch im Jahre 1941 geborenen Cousin vierten Grades, Stadtrat Ladenburgs und Ortsvorsitzenden der FDP, dem Kaufmann Wolfgang Luppe. Wolfgang Luppe in Halle war Neffe des Genealogen und anhaltischen Pastors Hermann Luppe (1892–1936), welcher wiederum nicht mit seinem Onkel dritten Grades Hermann Luppe (1874–1945), dem von den Nationalsozialisten abgesetzten Oberbürgermeister Nürnbergs, durcheinander gebracht werden darf.